# Region Borkou-Ennedi-Tibesti
Borkou-Ennedi-Tibesti (lub BET) – region administracyjny Czadu, istniejący w latach 2002–2008 (i wcześniej, w latach 1960–1999 jako jedna z 14 prefektur). W wyniku reformy podziału administracyjnego kraju z dniem 19 lutego 2008 r. region Borkou-Ennedi-Tibesti został podzielony na trzy nowe regiony: Borkou, Ennedi i Tibesti.
Region Borkou-Ennedi-Tibesti, zajmujący całą północną część kraju, miał powierzchnię 600,3 tys. km² (niemal połowę całkowitej powierzchni Czadu) i był zamieszkany przez 73 185 osób (1993). W latach 2002–2008 region dzielił się na 4 departamenty. Jego stolicą była Faya. 
Powierzchnia regionu bardzo zróżnicowana, choć w większość pokryta pustyniami lub półpustyniami. W północno-zachodniej części znajduje się masyw wulkaniczny Tibesti (z najwyższym szczytem kraju Emi Kussi, mającym 3415 m n.p.m.) oraz kotlina Bodele, rozległy półpustynny teren, będący obszarem najczęstszych burz piaskowych na świecie.
Północna część regionu przy granicy z Libią to tzw. strefa Aozou, która stanowiła przedmiot sporu terytorialnego między Czadem a Libią.

## Departamenty
| Departament  | Stolica      | Prefektury                                              |
| ------------ | ------------ | ------------------------------------------------------- |
| Borkou       | Faya-Largeau | Borkou Yala, Faya-Largeau, Kouba Olanga, Yebibou, Yarda |
| Ennedi Est   | Bahaï        | Bahaï, Bao Billiat, Kaoura, Mourdi                      |
| Ennedi Ouest | Fada         | Fada, Gouro, Kalait, Ounianga                           |
| Tibesti      | Bardaï       | Aouzou, Bardaï, Wour, Zouar, Zoumri                     |